# Conti e duchi di Penthièvre
Fra l'XI e il XII secolo il titolo di Conte di Penthièvre, poi elevato allo status ducale, legato al feudo in Bretagna, attualmente localizzato nella Côtes-d'Armor, appartenne a un ramo della casa regnante di Bretagna.
Goffredo I, duca di Bretagna lo cedette al fratello Odo, conte di Penthièvre (999-1079) nel 1035 ed i suoi discendenti formarono una linea cadetta della casata. Nel 1235 il Duca di Bretagna Pietro I di Bretagna requisì il contado all'erede Henry d'Avaugour per darlo in dote alla figlia Yolanda che nel 1238 sposò Hugues XI di Lusignano (1221-6 aprile 1250) Conte de La Marche, quando Yolanda morì nel 1272 suo fratello Giovanni I di Bretagna cinse d'assedio il contado riportandolo in seno alla linea madre della casata.
Nel 1337 Giovanna di Penthièvre portò il contado in dote al marito Charles, I duca di Bretagna (1319-29 settembre 1364), i due combatterono a lungo nella Guerra di successione bretone ed alla fine lei e Charles furono ricompensati perché nel 1341 ricevettero il titolo di Duca e Duchessa di Bretagna, tuttavia avevano vinto la battaglia e non la guerra tanto che nel 1364 Charles venne ucciso mentre combatteva contro gli inglesi che supportavano il loro avversario Jean V, duca di Bretagna(1339-1º novembre 1399) che poté prendere il titolo ducale e cacciare Giovanna. Tuttavia nemmeno il suo regno fu facile, solo pochi anni dopo, nel 1374, conflitti interni con i baroni lo spinsero a cercare rifugio in Inghilterra, Carlo V di Francia nominò un luogotenente che comandasse il contado e scelse Luigi I d'Angiò che di Giovanna era genero avendone sposato la figlia Marie nel 1360.
Nel 1420 Jean VI, duca di Bretagna (24 dicembre 1389-29 agosto 1442) venne rapito dal conte Olivier di Penthièvre, sua moglie Giovanna di Valois (1391-1433) mise d'assedio i ribelli, liberò il marito e i beni dei Penthièvre vennero confiscati. Nel 1465 la contessa in carica era Nicole de Blois ed in quell'anno venne deprivata del titolo dal duca di Bretagna Francesco II di Bretagna indebolendo ulteriormente la posizione della famiglia nel paese. Nel 1488 l'ultimo erede maschio di Francesco morì, così che il diritto alla successione per il ducato venne reclamato da Jean de Brosse (morto 1502), nipote di Nicole, tuttavia le sue aspirazioni vennero frustrate giacché il titolo andò ad una delle figlie di Francesco, Anna di Bretagna.
Nel 1569 il conte era Sébastien, duca di Penthièvre (1530-1569), ultimo erede dei de Brosse per parte di madre, che vide innalzato il proprio rango fra i Parìa di Francia, pochi anni dopo, nel 1582, Enrico III di Francia era l'ultimo erede vivente di Claudia di Francia e scelse di nominare come governatore della Bretagna il cognato Filippo Emanuele di Lorena che era anche a capo della Lega cattolica (Francia). Filippo scelse di invocare i diritti ereditari della moglie Marie del Lussemburgo per rendere autonoma la propria provincia, nel 1589 scelse Nantes come capitale e nominò il figlio Filippo Luigi di Lorena "principe e duca di Bretagna". Per non soccombere si alleò con la Spagna e sconfisse Enrico IV di Francia quando questi provò a sottometterlo, il suo dominio durò fino al 20 marzo 1598 quando infine fu costretto ad arrendersi e ad andar in esilio in Ungheria.
Nel 1669 Penthièvre andò in eredità a Luigi Giuseppe di Borbone-Vendôme, ma un decreto glielo tolse nel 1687 per donarlo ad Anna Maria Vittoria di Borbone-Condé, nel 1696 esso venne venduto a Luigi Alessandro di Borbone, conte di Tolosa, il cui figlio Luigi Giovanni Maria di Borbone-Penthièvre ereditò il ducato.

## Casa di Rennes
- Oddone I (999-1079), Conte di Penthièvre: 1035-1079
- Goffredo Boterel I (1040 circa-1092 circa), Conte di Penthièvre: 1078-1092 circa
- Stefano I (1060 circa-1136), Conte di Penthièvre: 1092 circa-1136
- Goffredo Boterel II ( † 1148), Conte di Penthièvre: 1136-1148
- Rivallone ( † 1154), Conte di Penthièvre: 1148-1154
- Stefano II ( † 1164), Conte di Penthièvre: 1154-1164
- Goffredo Boterel III ( † 1204), Conte di Penthièvre: 1164-1177
- Alano I ( † 1212), Conte di Penthièvre: 1177-1212
- Enrico I (1205-1281), Conte di Penthièvre: 1212-1230; dal 1214 solo conte titolare, perché fu espropriato del contado da Pietro I di Bretagna che, in seguito lo donò in dote alla figlia Yolanda in occasione del suo matrimonio con Ugo XI di Lusignano (1221-6 aprile 1250)

## Signori di Avagour
- Alan II, Conte di Penthièvre
- Henri III, Conte di Penthièvre
- Henri IV, Conte di Penthièvre

## Casa di Dreux
- Pietro I di Bretagna (1191 - 1250), Conte di Penthièvre: 1230-1235
- Iolanda di Bretagna (1218- 1272), Conte di Penthièvre: 1235-1272
- Giovanni I di Bretagna (1217- 1286), Conte di Penthièvre: 1272-1286
- Giovanni II di Bretagna (1240- 1305), Conte di Penthièvre: 1286-1305
- Arturo II di Bretagna (1262- 1312), Conte di Penthièvre: 1305-1312
- Guido di Penthièvre (1287- 1331), Conte di Penthièvre: 1312-1331
- Giovanna di Penthièvre (1319- 1331), Conte di Penthièvre: 1331-1331

## Casa di Blois-Châtillon
- Jean III, Conte di Penthièvre
- Olivier, Conte di Penthièvre
- Jean IV, Conte di Penthièvre
- Nicole, Contessa di Penthièvre

## Casa di Brosse
- Jean V, conte di Penthièvre
- Jean VI, Conte di Penthièvre
- René, Conte di Penthièvre
- Jean VII, Conte di Penthièvre (1505-1564)

## Duchi di Penthièvre della Casa di Lussemburgo
- Sébastien, Duca di Penthièvre (1530circa-1569)
- Marie, Duchessa di Penthièvre

## Duchi della Casa di Lorena
- Filippo Emanuele di Lorena
- Francesca di Lorena

## Duchi della Casa di Borbone-Vendôme
- Cesare di Borbone-Vendôme, marito di Francesca di Lorena
- Luigi di Borbone-Vendôme (1612-1669)
- Luigi Giuseppe di Borbone-Vendôme

## Duchi della Casa di Borbone-Penthièvre
- Luigi Alessandro di Borbone, conte di Tolosa (1697–1737)
- Luigi Giovanni Maria di Borbone-Penthièvre (1737–1793)

## Duchi della Casa d'Orlèans
- Carlo, Duca di Penthièvre (1º gennaio 1820-25 luglio 1828);
- Pietro, Duca di Penthièvre (1845-1919).